# Kabugao
Kabugao is een gemeente in de Filipijnse provincie Apayao op het eiland Luzon. De gemeente is tevens de hoofdstad van de provincie. Bij de laatste census in 2010 telde de gemeente ruim 16 duizend inwoners.

## Geografie

### Bestuurlijke indeling
Kabugao is onderverdeeld in de volgende 21 barangays:
| - Badduat - Baliwanan - Bulu - Dagara - Dibagat - Cabetayan - Karagawan - Kumao - Laco - Lenneng - Lucab | - Luttuacan - Madatag - Madduang - Magabta - Maragat - Musimut - Nagbabalayan - Poblacion - Tuyangan - Waga |

## Demografie
Kabugao had bij de census van 2010 een inwoneraantal van 16.170 mensen. Dit waren 1.641 mensen (11,3%) meer dan bij de vorige census van 2007. Ten opzichte van de census van 2000 was het aantal inwoners gegroeid met 2.185 mensen (15,6%). De gemiddelde jaarlijkse groei in die periode kwam daarmee uit op 1,46%, hetgeen lager was dan het landelijk jaarlijks gemiddelde over deze periode (1,90%).

De bevolkingsdichtheid van Kabugao was ten tijde van de laatste census, met 16.170 inwoners op 935,12 km², 17,3 mensen per km².